# Hilbert College
L'Hilbert College è un'università privata di indirizzo cattolico con sede a Hamburg, nello stato americano di New York.
Le origini del college si ricollegano con quelle della Immaculata Teacher Training School, aperta nel 1957 dalle suore francescane di San Giuseppe per la formazione delle religiose della congregazione destinate all'insegnamento. Nel 1960 l'istituto prese il nome di Immaculata College e nel 1969 fu intitolata a Colette Hilbert, fondatrice delle suore francescane di San Giuseppe.